# Верхнеудинское уездное училище

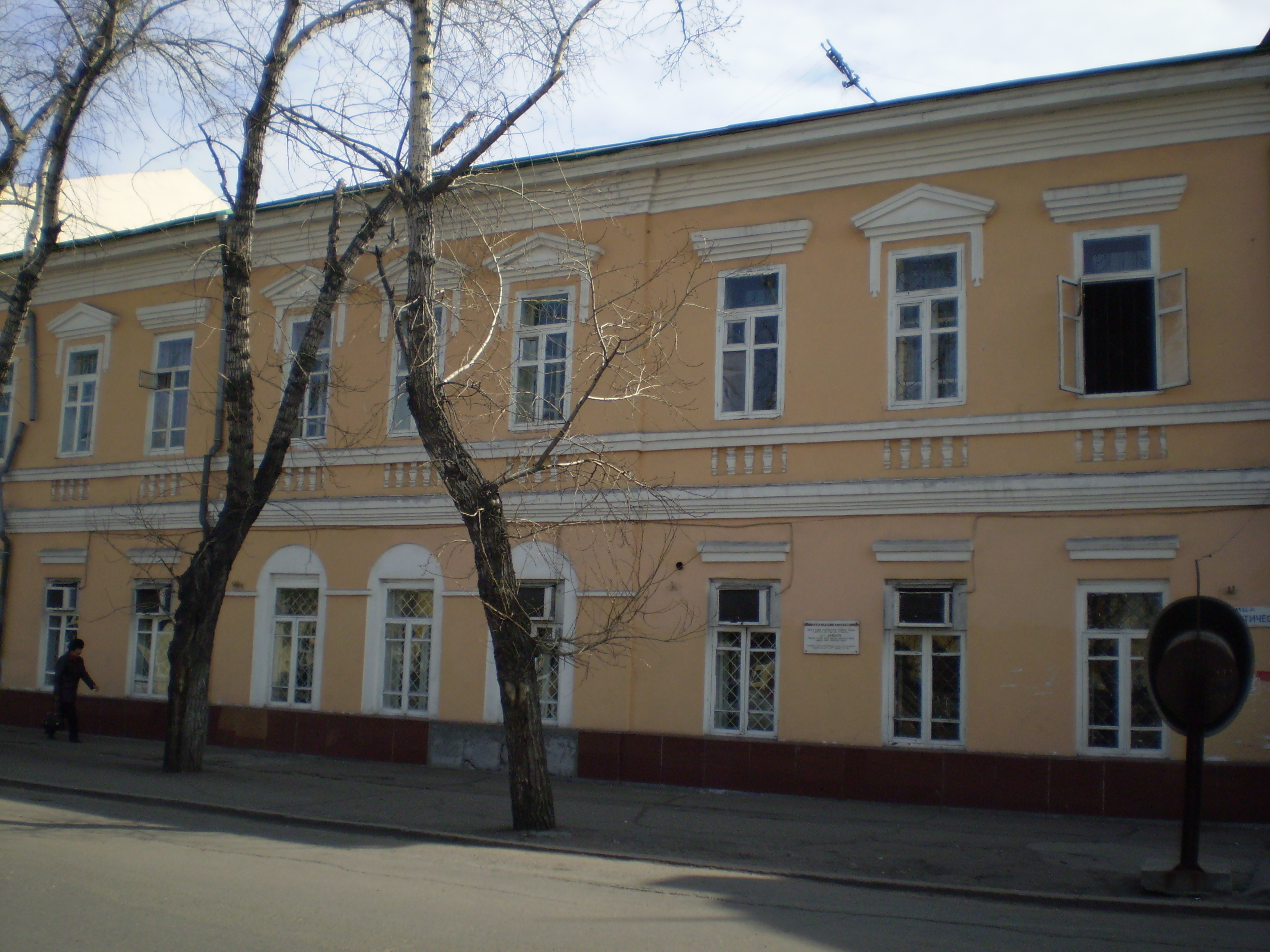
Здание уездного училища. Улан-Удэ, ул. Коммунистическая, 16. Памятник истории.

Верхнеу́динское уе́здное учи́лище — учебное заведение, работавшее в Верхнеудинске (современный Улан-Удэ) с 1806 по 1920-е годы.

## История
5 августа 1786 года Екатерина II утвердила «Положение о народных училищах». 13 февраля 1793 года в Верхнеудинске было открыто малое народное училище. В разные годы в нём проходили обучение от 12 до 37 человек.
17 апреля 1806 года народное училище было преобразовано в уездное училище. Верхнеудинский купец 2-й гильдии Александр Данилович Шевелёв пожертвовал для учебного заведения свой деревянный дом ценой 2025 рублей. На содержание училища городское общество выделяло ежегодно 250—350 рублей.
Уездные училища, в том числе и Верхнеудинское, подчинялись директору Иркутской гимназии, которая находилась под управлением попечителя Казанского учебного округа. Смотритель уездного училища должен был наблюдать за всеми приходскими училищами своего уезда.
Торжественное открытие училища в Верхнеудинске состоялось 22 июня 1806 года в присутствии учителя Иркутской гимназии Гапонова (директор гимназии Е. Ф. Кранц болел в это время). В 1806 году в училище обучалось 10 учеников во втором классе и 20 в первом классе.
31 марта 1813 года училищу было предложено организовать метеорологические наблюдения. Приложены наставления и термометр ценой в 20 рублей. В 1813 году училище получало журналы «Казанские Известия» и «Успехи народного просвещения».
2 февраля 1814 года в училище запретили телесные наказания.
Преподавание Закона Божия было введено по высочайшей воле предписанием училищного комитета Казанского округа от 20 ноября 1818 года.
Учителя каждый месяц должны были предоставлять сведения об «успехах и поведении» учащихся смотрителю, а последний отправлял их директору гимназии. Затем составлялись «ведомости об учебном течении училища» за полгода. В этой ведомости «поведение и способность» отмечались следующими словами «тих», «хорош», «изряден», «нехуд», «средственен», «туп», «очень хорош». В ноябре 1821 года была введена цифровая система отметок «…по общепринятым правилам должно означать высшую степень ученических успехов равно как и отличное поведение числом 4, хорошие успехи и поведение числом 3, нехудые 2, а слабые 1».
В августе 1836 года училище было преобразовано в соответствии с уставом от 8 декабря 1828 года. Было введено 3-летнее обучение с преподаванием: священной истории, катехизиса, русской грамматики, арифметики, всеобщей истории, всеобщей географии, геометрии. Дополнительно изучались латынь и немецкий язык. В училище обучалось ежегодно около 100 учеников разных сословий.
В 1847 году после банкротства купца Г. А. Шевелёва уездному училищу был передан каменный двухэтажный дом Шевелёва на Лосевской улице (ныне ул. Коммунистическая, 16).
С 25 апреля по 24 мая 1881 года в здании училища проходил первый Учительский съезд Забайкальской области. В съезде принимали участие учителя начальных и церковно-приходских школ западного Забайкалья.
С 1886 года в училище начали проводиться метеонаблюдения.
27 января 1896 года училище было преобразовано в 3-классное городское училище с 6-летним курсом обучения и расширенной учебной программой. 1 июня 1902 года училище расширилось до 4-х классного с ремесленными классами. С 20 августа 1914 года училище называлось Высшим начальным училищем. К 1918 году количество учащихся выросло до 139 человек.
Во время летних каникул 1920 года правительство Дальневосточной республики провело реформу образования: были ликвидированы гимназии, реальные и начальные училища, семинарии. После образования Бурят-Монгольской АССР (1923 год) в 1920-х годах в здании работала школа № 2 второй ступени.
До декабря 2012 года в бывшем здании училища действовал детский образовательный центр, пока Правительство Бурятии не передало здание под Министерство промышленности и продовольствия Республики Бурятия.

## Библиотека училища
В библиотеке училища хранились периодические издания, начиная с начала XIX века. В 1879 году библиотека состояла из 197 названий книг в 378 томах и 22 периодических изданий в 1855 томах.  
1 ноября 1881 года по инициативе окружного смотрителя училищ Н. С. Нелюбова в Верхнеудинске начала работать первая в городе публичная библиотека (в настоящее время Национальная библиотека Республики Бурятия). В первые годы библиотека располагалась в здании уездного училища. Работала с 9 до 12 часов и с 17 до 20 часов в будние дни, и с 11 до 14 часов в праздничные. В 1885 году у библиотеки было 78 подписчиков.

## Штатные смотрители училища
- Давыдов, Дмитрий Павлович
- Нелюбов, Никита Сергеевич

## Известные ученики
- Базар-Сада Ямпилов — полковник медицинской службы, участник I Мировой войны.
- Рубинштейн, Моисей Матвеевич — организатор и первый ректор Восточно-Сибирского университета[7].